# Cyathus

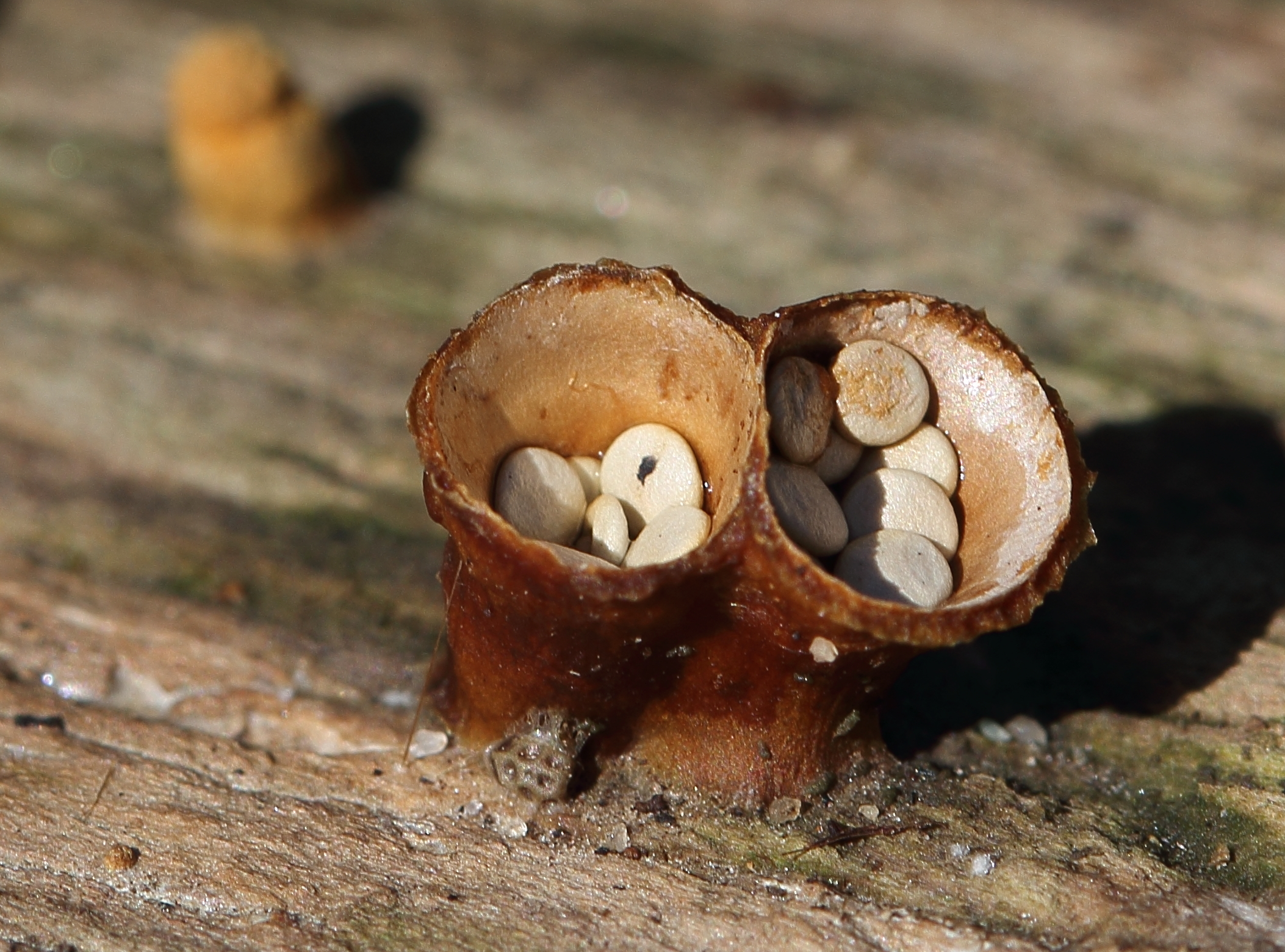
Kubek ołowianoszary

Cyathus Haller (kubek) – rodzaj grzybów należący do rzędu pieczarkowców (Agaricales).

## Systematyka i nazewnictwo
Pozycja w klasyfikacji: Incertae sedis, Agaricales, Agaricomycetidae, Agaricomycetes, Agaricomycotina, Basidiomycota, Fungi (według Index Fungorum).
Polską nazwę podał Józef Jundziłł w 1830 r. W polskim piśmiennictwie mykologicznym rodzaj ten opisywany był też jako kubecznik, czarkówka lub pucharek. Synonimy naukowe: Cyathia P. Browne, Cyathia P. Browne ex V.S. White, Cyathodes P. Micheli ex Kuntze, Cyathoides P. Micheli, Nidularia Bull., Peziza L.

## Charakterystyka
Grzyby owocnikowe o owocniku mającym kształt kubka, dołem lejkowato zwężonego. U niektórych gatunków owocnik ma górą wywinięty brzeg, czasami (rzadko) obcięty. Perydiole przyrastają do owocnika za pośrednictwem sznureczków (funiculum), które spełniają pomocniczą role przy ich rozprzestrzenianiu się – ułatwiają ich przyczepianie się do podłoża po wyrzuceniu perydioli z wnętrza owocnika.
Gatunki występujące w Polsce:
- Cyathus olla (Batsch) Pers. 1801 – kubek ołowianoszary
- Cyathus stercoreus (Schwein.) De Toni 1888 – kubek gnojowy
- Cyathus striatus (Huds.) Willd. 1787 – kubek prążkowany

Nazwy naukowe na podstawie Index Fungorum. Wykaz gatunków i nazwy polskie według Władysława Wojewody.